# Erick Elías
Erick Elías Rabinovitz (Guadalajara, 23 de junho de 1980) ou mais conhecido como Erick Elías, é um ator mexicano. É conhecido no Brasil por interpretar o protagonista Armando na telenovela Betty em NY.

## Biografia
Erick descende de uma familia de arquitetos, ele decidiu abrir campo na área das artes, mas concretamente na atuação, canto, pintura, escultura, e até desenho de movéis. Desde jovem formou parte de um grupo musical, chamado Tierra Cero. Participou de Protagonistas de Novela e foi o ganhador deste reality.
Estudou desenho industrial, e a parte de sua carreira, fez o programa da rede Telemundo El Poder del Saber pelo qual foi homenageado e honrado pelo prefeito de Miami com a entrega da chaves da cidde por seu trabalho prestado na campanha, incentivando os jovens hispanos para que não deixem seus estudos.
Erick confessa ser uma pessoa tranquila, sociável e relaxada, mas é muito sério em sua carreira. 
Em 2010 Erick é o protagonista da telenovela juvenil Niña de mi corazón, produzida por Pedro Damián, na qual ele faz o par romântico da atriz Paulina Goto em sua primeira telenovela, atuando também com Lisette Morelos, Arturo Peniche, Lorena Herrera entre outros atores.
Em 2012 interpretou um dos antagonistas da novela Porque el amor manda. 
Em 2014 protagonizou a novela El color de la pasión, junto com Esmeralda Pimentel.
Em 2016 interpreta o protagonista de El hotel de los secretos. 

## Carreira

### Telenovelas
- 100 días para enamorarnos (2020) - Plutarco Cuesta
- Betty en NY (2019) - Armando Mendoza del Valle
- El hotel de los secretos (2016) - Julio Olmedo
- El color de la pasión (2014) - Marcelo Escalante Fuentes
- Porque el amor manda (2012) - Rogelio Rivadeneira
- Ni contigo ni sin ti (2011) - Iker Rivas Olmedo
- Niña de mi corazón (2010) - Dario Arrioja Alarcón
- En nombre del amor (2009) - Gabriel Lizarde
- Tormenta en el paraíso (2008) - Nicolás Bravo
- Zorro, la espada y la rosa (2007) - Renzo, el gitano
- El cuerpo del deseo (2005) - Antonio Domínguez
- Gitanas (2004)- Jonás
- Amigos por siempre (2000)
- DKDA: Sueños de juventud (1999)
- La pobre señorita Limantur (1988) - Zequinha

### Series
- La Guzmán (2019) - Santiago Torrieri
- Locas de amor (2009) - Damián
- Protagonistas de novela 2 Telemundo (2003)

### Programas
- Mexico's Next Top Model (temporada 1) 9 Episodios (2009)
- Otro Rollo
- Al Fin De Semana
- Aquí Entre Dos
- Laura en América
- La Chola
- Premios Eres
- All Access Music
- Amigos Por Siempre
- Década

### Teatro
- Echame La Culpa - Guadalajara / Cidade do México
- El Abogado - Cidade do México
- Cartas De Brunela - Guadalajara / Cidade do México

### Filmes
- - El peligro en tu mirada (2021) (em produção) - Emilio Lombardi
  - A Ti te Queria encontrar (2018)- Diego Cuenga
  - Inquilinos (2018) - Demián
  - La Leyenda del Charro Negro (2018)-Charro Negro (voice)
  - Cuando los hijos regresan (2017) - Chico
  - El ángel en el reloj (2017)- Alejandro
  - ¿Qué culpa tiene el niño? (2016) -Juan Pablo
  - Compadres (2016) - Santos
  - Amor de mis amores (2014) - Javier
  - Actores S.A. (2013) - El enmascarado
  - No sé si cortarme las venas o dejármelas largas (2013) - Amigo Aarón
  - Lluvia de Hamburguesas (2009) - Dublador